# جورج ماتياس بوس
جورج ماتياس بوس (بالألمانية: Georg Matthias Bose)‏ (و. 1710 – 1761 م) هو فيزيائي، وعالم فلك، وأستاذ جامعي من ألمانيا . ولد في لايبزيغ. وكان عضواً في الجمعية الملكية .
توفي في ماغديبورغ ، عن عمر يناهز 51 عاماً.

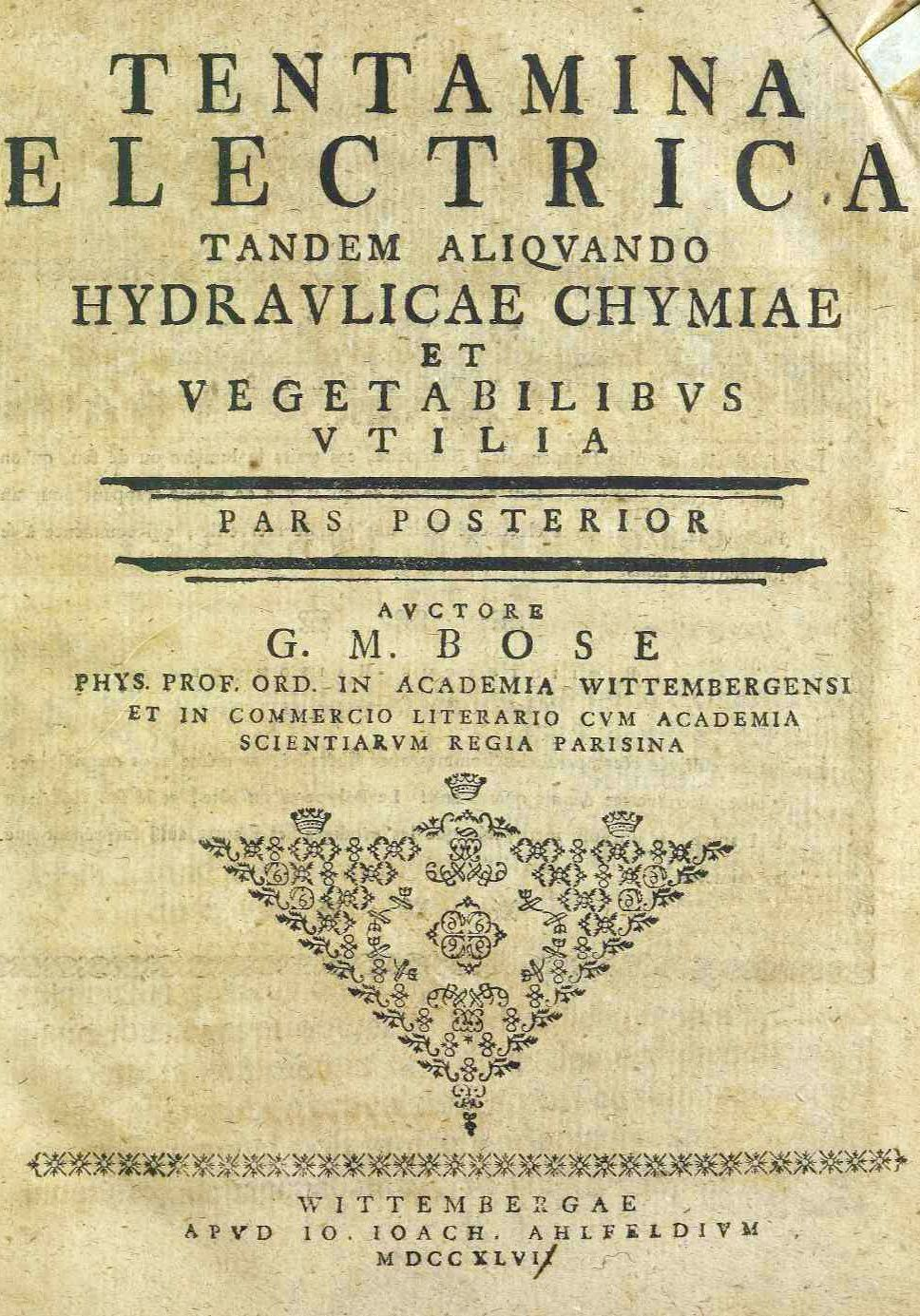
Tentamina electrica, 1747